# Ритя
Ритя (болг. Ритя) — село в Болгарии. Находится в Габровской области, входит в общину Дряново. Население составляет 2 человека.

## Политическая ситуация
Ритя подчиняется непосредственно общине и не имеет своего кмета.
Кмет (мэр) общины Дряново — Иван Илиев Николов (независимый) по результатам выборов в правление общины.